# Lorenzo da Firenze
Laurentius de Florentia, també Ser Lorenzo da Firenze, Ser Laurentius Masii, o simplement Masii, (* a la primera meitat del segle XIV; † 1372 o 1373) va ser un compositor, cantant i professor de música italià de l'Edat Mitjana.

## Vida i obra
S'ha conservat poca informació sobre la vida del mestre Laurentius de Florentia, com també se l'anomenava; falten detalls concrets, especialment sobre la data i el lloc del seu naixement, però també sobre els seus primers anys i la seva educació. En la història musical, pertany, juntament amb Gherardello i Donato, a la part de l'Ars nova italiana que va precedir la generació de Francesco Landini. La seva tasca com a canonge des del 1348 fins a la seva mort a la dècada del 1370 a la Basílica de San Lorenzo de Florència és certa. Com que el mateix Landini havia treballat en aquesta església des del 1365 fins al 1397, el contacte entre els dos músics era molt probable. En el seu "Liber de civitatis Florentiae famosis civibus", escrit entre 1381 i 1405, el poeta Filippo Villani va anomenar Laurentius, juntament amb un altre compositor anomenat Bartolo, un "excel·lent cantant".

## Importància
No hi ha gaires obres de Laurentius de Florentia, i les que existeixen consisteixen en arranjaments de poemes de Franco Sacchetti, Niccolò Soldanieri i Gregorio Calonista, però principalment de Giovanni Boccaccio. El nom del compositor s'indica als còdexs amb el prefix "Ser" o "Magister", i durant la seva vida va ser anomenat "mestre". Laurentius va exercir una marcada influència en altres compositors de Florència, però especialment en Landini. Tenia una inclinació didàctica, com es fa evident en la seva obra monofònica "Diligenter advertant cantores"; aquesta es basa en les regles del solfeig i està composta per hexacords. Un punt àlgid significatiu en les obres de Laurentius són els madrigals. Particularment destacable aquí és "Povero zappator", que, amb el seu isoritme, recorda el madrigal "Sì dolce non sonò con lir'Orfeo" de Francesco Landini. Hi ha dues versions de la composició de Laurentius "Ita se n'era a star", amb les seves nombroses referències a l'antiguitat: una en la notació italiana, una mica més antiga, i una segona en la notació francesa, més recent.

## Obres
- Obres sagrades
  - "Sanctus" per a dues veus
- Obres profanes que no són madrigals
  - "A poste messe veltri e gran mastini", Caccia per a tres veus, text: Soldanieri
  - "Diligenter advertant cantores", L'Antefana (obra didàctica, monofònica)
- Obres profanes: Madrigals
  - "Come in sul fonte fu preso Narcisso" per a dues veus, text: Boccaccio
  - "Dà, dà, a chi avaregia pur pe sé" per a dues veus, text: Soldanieri
  - "Di riv’ in riva mi guidav’ Amore" per a dues veus
  - "Dolgomi a voi maestri del mie canto" per a tres veus (Ritornello: dues veus)
  - "I’ credo ch’i’ dormiva, o a me parve« per a dues veus
  - "Ita se n'era a star nel Paradiso" per a dues veus, en dues versions; El text pot estar basat en Dante's »Divina comedia, Purgatorio XXIX«
  - »Nel chiaro fiume dilectoso e bello« per a dues veus
  - »Povero zappator in chiusa valle« a dos vots
  - »Sovra la riva d’un corrente fiume« per a dues veus, text: Sacchetti
  - »Vidi ne l’ombra d’una bella luce« per a dues veus
- Obres profanes: Ballatas, totes unànimes
  - “Donne, e’fu credenza d’una donna”, text: Soldanieri
  - "Non perch'i' speri, donna"
  - “Non so qual i’ mi voglia”, text: Boccaccio
  - »Non vedi tu, Amor, che me teu servo«
  - »Sento d'amor la fiamma e 'l gran podere", text: 'Knife, Gregorio Calonista di Firenze'
  - “Donna servo mi sento”, text: Sacchetti, perdut
  - “Temer perché po’ ch’esser pur convene?”, text: Sacchetti, perdut.